# Hawaii Bowl
The Hawaiʻi Bowl is a college football bowl game that has been played in the Honolulu, Hawaii, area since 2002. The game was originally held at Aloha Stadium in Halawa, Hawaii, a suburb of Honolulu, before moving to the Clarence T. C. Ching Athletics Complex in 2022. The bowl is one of the post-season contests run by ESPN Events. Typically played on or near Christmas Eve, the bowl normally features a team from the Mountain West Conference, playing a team from either the American Athletic Conference or Conference USA. Since the 2021 edition of the bowl, it is sponsored by EasyPost. Previous sponsors include ConAgra Foods (2002) and Sheraton Hotels and Resorts Hawaii (2003–2013), and SoFi (2018–2019).
For practical and logistical reasons, the Mountain West Conference's tie-in is automatically allocated to the Hawaii Rainbow Warriors if the team is bowl-eligible, and was not selected to play in a New Year's Six (or previously, BCS) bowl game. This means that the Rainbow Warriors do not have to travel to the mainland for a bowl game unless it is of significant importance. As a result of this practice, the Rainbow Warriors have made the most appearances in the game, at nine.
The 2020 edition of the bowl was cancelled in October due to the COVID-19 pandemic and related travel restrictions. The 2021 edition was canceled the day before kickoff, after the Rainbow Warriors withdrew "citing COVID-19 issues within the program in addition to injuries and transfers."

## Partidos en Hawaii
El Hawaii Bowl no tiene relación con otros partidos similares jugados en Hawaii: el Poi Bowl (1936–1939), Pineapple Bowl (1940–1941, 1947–1952), Aloha Bowl (1982–2000), y el Oahu Bowl (1998–2000), o el Juego de Estrellas Hula Bowl (1960–2008, y en 2020). Cuando el Aloha Bowl intentó trasladarlo a San Francisco, California, fue desacreditado por la NCAA y el Oahu Bowl fue trasladado a Seattle, Washington, y se jugó por dos años el Seattle Bowl antes de perder la licitación en 2002.

## Historia
En su primera edición, el Hawai'i Bowl fue patrocinado por ConAgra Foods. Al siguiente año, Sheraton Hotels and Resorts Hawaii asumió el patrocinio; y pasó a llamarse Sheraton Hawai'i Bowl hasta que Sheraton decidió no renovar el patrocinio en 2014. En 2018 SoFi pasó a patrocinar el juego y durante los cuatro años siguientes este se llamó SoFi Hawai'i Bowl.
El representante de la Mountain West enfrentó a un equipo de la Western Athletic Conference (WAC) hasta 2012 cuando la WAC abandonó el programa de fútbol americano universitario, y Hawaii pasó a formar parte de la Mountain West.
Las dos primeras ediciones tuvieron parte en el mismo día que el Aloha Bowl, el 25 de diciembre, pero luego de que ESPN adquiriera los derechos de transmisión para los partidos de NBA en Navidad, el partido fue trasladado al 24 de diciembre a partir de 2004 en la mayoría de años.
La edición de 2005 tuvo a los UCF Knights, siendo esta la primera aparición del equipo en un bowl en toda su historia. En 2006 el Pac-10 reemplazó a la Conference USA (C-USA) como el sucesor de la WAC, con la C-USA como alternativa. Cuando Nochebuena cae el día lunes en la edición de 2007, se dete5rminó que el partido se jugar el día anterior para evitar un conflicto con el Monday Night Football (también transmitido por ESPN). En 2008 tuvo a Notre Dame como el primer equipo independiente en participar en el bowl. La C-USA tuvo de nuevo la primera opción para la edición de 2009. En 2011 tuvo al campeón de la C-USA por primera vez, a Southern Mississippi prefiriendo por encima del Liberty Bowl, partido que usualmente jugaba el campeón de la C-USA. El campeón de la Mountain West jugó por primera vez en 2015, cuando ganó San Diego State, desmeritando Las Vegas Bowl, que usualmente jugaba el campeón de la Mountain West.
Entre 2002 y 2018 la C-USA mandó a un representante en 12 ocasiones, con record de 8–4. En 2019 la American Athletic Conference (The American) participó por delante de la C-USA para enfrentar al equipo de la Mountain West (o al independiente BYU).
En octubre de 2020 ESPN Events anunció que la edición de 2020 fue cancelada por la pandemia de Covid-19.
En agosto de 2021 EasyPost pasó a ser el nuevo patrocinador del bowl, pero en diciembre de 2021 se anunció que el partido se cancela por segundo año consecutivo debido al brote de contagios de Covid-19 en el equipo de Rainbow Warriors.

## Resultados
| Año  | Campeón                               | Campeón                               | Finalista                             | Finalista                             | Asistencia                            |
| ---- | ------------------------------------- | ------------------------------------- | ------------------------------------- | ------------------------------------- | ------------------------------------- |
| 2002 | Tulane                                | 36                                    | Hawaii                                | 28                                    | 35 513                                |
| 2003 | Hawaii                                | 54                                    | Houston                               | 48 (3 t.e.)                           | 29 005                                |
| 2004 | Hawaii                                | 59                                    | UAB                                   | 40                                    | 39 754                                |
| 2005 | Nevada                                | 49                                    | UCF                                   | 48 (t.e.)                             | 16 134                                |
| 2006 | Hawaii                                | 41                                    | Arizona State                         | 24                                    | 43 435                                |
| 2007 | East Carolina                         | 41                                    | Boise State                           | 38                                    | 30 467                                |
| 2008 | Notre Dame                            | 49                                    | Hawaii                                | 21                                    | 43 487                                |
| 2009 | SMU                                   | 45                                    | Nevada                                | 10                                    | 32 650                                |
| 2010 | Tulsa                                 | 62                                    | Hawaii                                | 35                                    | 43 673                                |
| 2011 | Southern Miss                         | 24                                    | Nevada                                | 17                                    | 32 630                                |
| 2012 | SMU                                   | 43                                    | Fresno State                          | 10                                    | 30 024                                |
| 2013 | Oregon State                          | 38                                    | Boise State                           | 23                                    | 29 106                                |
| 2014 | Rice                                  | 30                                    | Fresno State                          | 6                                     | 25 365                                |
| 2015 | San Diego State                       | 42                                    | Cincinnati                            | 7                                     | 22,793                                |
| 2016 | Hawaii                                | 52                                    | Middle Tennessee                      | 35                                    | 23,175                                |
| 2017 | Fresno State                          | 33                                    | Houston                               | 27                                    | 20,546                                |
| 2018 | Louisiana Tech                        | 31                                    | Hawaii                                | 14                                    | 30 911                                |
| 2019 | Hawaii                                | 38                                    | BYU                                   | 34                                    | 21 582                                |
| 2020 | Cancelado por la pandemia de Covid-19 | Cancelado por la pandemia de Covid-19 | Cancelado por la pandemia de Covid-19 | Cancelado por la pandemia de Covid-19 | Cancelado por la pandemia de Covid-19 |
| 2021 | Memphis vs. Hawaii                    | Memphis vs. Hawaii                    | Memphis vs. Hawaii                    | Memphis vs. Hawaii                    | Cancelado                             |

- Fuente:[15]

## Participaciones

### Por Equipo
| # | Equipo       | Apariciones | Record |
| - | ------------ | ----------- | ------ |
| 1 | Hawaii       | 9           | 5–4    |
| 2 | Nevada       | 3           | 1–2    |
| 2 | Fresno State | 3           | 1–2    |
| 4 | SMU          | 2           | 2–0    |
| 4 | Houston      | 2           | 0–2    |
| 4 | Boise State  | 2           | 0–2    |

Equipos con una sola aparición
- Ganaron (9): East Carolina, Louisiana Tech, Notre Dame, Oregon State, Rice, San Diego State, Southern Miss, Tulane, Tulsa
- Perdieron (6): Arizona State, BYU, Cincinnati, Middle Tennessee, UAB, UCF

### Por Conferencia
| Conferencia    | Record | Record | Record | Record                                         | Apariciones                        | Apariciones |
| Conferencia    | J      | G      | P      | Ganados                                        | Perdidos                           |             |
| -------------- | ------ | ------ | ------ | ---------------------------------------------- | ---------------------------------- | ----------- |
| C-USA          | 12     | 8      | 4      | 2002, 2007, 2009, 2010, 2011, 2012, 2014, 2018 | 2003, 2004, 2005, 2016             |             |
| WAC            | 10     | 4      | 6      | 2003, 2004, 2005, 2006                         | 2002, 2007, 2008, 2009, 2010, 2011 |             |
| Mountain West  | 8      | 4      | 4      | 2015, 2016, 2017, 2019                         | 2012, 2013, 2014, 2018             |             |
| Pac-12         | 2      | 1      | 1      | 2013                                           | 2006                               |             |
| Independientes | 2      | 1      | 1      | 2008                                           | 2019                               |             |
| The American   | 2      | 0      | 2      |                                                | 2015, 2017                         |             |

- El record del Pac-12 incluye apariciones cuando era el Pac-10 (antes de 2011).
- La WAC ya no existe en la FBS.
- Equipos independientes: Notre Dame (2008), BYU (2019)

## Jugador Más Valioso
| Año  | Campeón MVP                     | Campeón MVP     | Campeón MVP | Finalista MVP    | Finalista MVP    | Finalista MVP |
| Año  | Nombre                          | Equipo          | Posición    | Nombre           | Equipo           | Posición      |
| ---- | ------------------------------- | --------------- | ----------- | ---------------- | ---------------- | ------------- |
| 2002 | Lynaris Elpheage                | Tulane          | CB          | Justin Colbert   | Hawaii           | WR            |
| 2003 | Timmy Chang                     | Hawaii          | QB          | Jackie Battle    | Houston          | RB            |
| 2004 | Timmy Chang Chad Owens          | Hawaii          | QB WR       | Darrell Hackney  | UAB              | QB            |
| 2005 | B.J. Mitchell                   | Nevada          | RB          | Brandon Marshall | UCF              | WR            |
| 2006 | Colt Brennan Jason Rivers       | Hawaii          | QB WR       | Ryan Torain      | Arizona State    | RB            |
| 2007 | Chris Johnson                   | East Carolina   | RB          | Jeremy Avery     | Boise State      | RB            |
| 2008 | Jimmy Clausen Golden Tate       | Notre Dame      | QB WR       | Aaron Bain       | Hawaii           | WR            |
| 2009 | Kyle Padron                     | SMU             | QB          | Kevin Basped     | Nevada           | DE            |
| 2010 | Damaris Johnson                 | Tulsa           | WR          | Greg Salas       | Hawaii           | WR            |
| 2011 | Cordarro Law                    | Southern Miss   | DL          | Lampford Mark    | Nevada           | RB            |
| 2012 | Margus Hunt                     | SMU             | DE          | Davante Adams    | Fresno State     | WR            |
| 2013 | Rashaad Reynolds                | Oregon State    | CB          | Matt Miller      | Boise State      | WR            |
| 2014 | Driphus Jackson Brian Nordstrom | Rice            | QB DE       | Carl Mickelsen   | Fresno State     | LB            |
| 2015 | Dakota Gordon                   | San Diego State | FB          | Zach Edwards     | Cincinnati       | S             |
| 2016 | Dru Brown                       | Hawaii          | QB          | Richie James     | Middle Tennessee | WR            |
| 2017 | Marcus McMaryion                | Fresno State    | QB          | Steven Dunbar    | Houston          | WR            |
| 2018 | Jaylon Ferguson                 | Louisiana Tech  | DE          | Kendall Hune     | Hawaii           | DE            |
| 2019 | Cole McDonald                   | Hawaii          | QB          | Zach Wilson      | BYU              | QB            |

- Fuente:[16]

## Records
| Equipo                             | Record, Equipo vs. Rival                                                                              | Año       |
| ---------------------------------- | --- | --------- |
| Más Puntos Anotados                | 62, Tulsa vs. Hawaii                                                                                  | 2010      |
| Más Puntos Anotados (perdedor)     | 48, compartido con: Houston vs. Hawaii UCF vs. Nevada                                                 | 2003 2005 |
| Más Puntos en Conjunto             | 102, Hawaii vs. Houston                                                                               | 2003      |
| Menos Puntos Permitidos            | 6, Rice vs. Fresno State                                                                              | 2014      |
| Mayor victoria                     | 35, compartido con: SMU vs. Nevada San Diego State vs. Cincinnati                                     | 2009 2015 |
| Yardas Totales                     | 680, Hawaii vs. Arizona State                                                                         | 2006      |
| Yardas Terrestres                  | 369, Nevada vs. UCF                                                                                   | 2005      |
| Yardas Aéreas                      | 559, Hawaii vs. Arizona State                                                                         | 2006      |
| First downs                        | 31, UAB vs. Hawaii                                                                                    | 2004      |
| Menos Yardas Permitidas            | 226, Louisiana Tech vs. Hawaii                                                                        | 2018      |
| Menos Yardas Terrestres Permitidas | –16, SMU vs. Fresno State                                                                             | 2012      |
| Menos Yardas Aéreas Permitidas     | 93, Rice vs. Fresno State                                                                             | 2014      |
| Individual                         | Record, Nombre, Equipo vs. Rival                                                                      | Año       |
| Yardas Terrestres                  | 223, Chris Johnson, East Carolina vs. Boise State                                                     | 2007      |
| Touchdowns Terrestres              | 3, varios, más reciente: Shawnbrey McNeal, SMU vs. Nevada                                             | 2009      |
| Yardas por Pase                    | 559, Colt Brennan, Hawaii vs. Arizona State                                                           | 2006      |
| Pases de touchdown                 | 5, varios, más reciente: Jimmy Clausen, Notre Dame vs. Hawaii                                         | 2008      |
| Yardas por Recepción               | 308, Jason Rivers, Hawaii vs. Arizona State                                                           | 2006      |
| Recepciones de touchdown           | 3, varios, más reciente: Golden Tate, Notre Dame vs. Hawaii                                           | 2008      |
| Jugadas Largas                     | Record, Nombre, Equipo vs. Rival                                                                      | Año       |
| Touchdown Terrestre                | 78, Kevin Smith, UCF vs. Nevada                                                                       | 2005      |
| Pase de touchdown                  | 85, Matt Miller de Grant Hedrick, Boise State vs. Oregon State                                        | 2013      |
| Regreso de Kickoff                 | 100, Rashaad Penny, San Diego State vs. Cincinnati                                                    | 2015      |
| Regreso de Despeje                 | 60, Chad McCullar, Houston vs. Hawaii                                                                 | 2003      |
| Regreso de Intercepción            | 83, Hayden Greenbauer, SMU vs. Fresno State                                                           | 2012      |
| Regreso de Fumble                  | 70, Rashaad Reynolds, Oregon State vs. Boise State                                                    | 2013      |
| Despeje                            | 73, Mat McBriar, Hawaii vs. Tulane                                                                    | 2002      |
| Gol de Campo                       | 48, compartido con: Danny Hrapmann, Southern Mississippi vs. Nevada Chase Hover, SMU vs. Fresno State | 2011 2012 |